# Хорьково
Хорьково (Лявля) — деревня на берегу реки Лявля (правый приток Северной Двины) в Приморском районе Архангельской области. Административный центр Лявленского сельского поселения.

## География
Лявля (Хорьково) находится в 35 километрах к югу от Архангельска, на правом берегу Северной Двины, на трассе Архангельск — Пинега.

## История
Одно из первых упоминаний Лявли можно найти в ревизской сказке 1782 года: «Деревня Усть-Лявля располагалась в устье реки Лявля на нижнем (правом) берегу. Течение Северной Двины смыло берег, и жители к оному году покинули деревню». Поселились же они рядом, в деревне Ершовская, которую в просторечье называли «Лявля». Позднее река Лявля постепенно размывала берега у Ершовской деревни, что привело к постепенному переселению жителей в соседнюю деревню Хорьково. В настоящее время Ершовская утратила статус постоянного поселения и функционирует преимущественно как дачный посёлок. Оба населённых пункта исторически связаны с рекой Лявля, при этом храмовый комплекс Лявли представляет собой значительную культурную ценность.

## Население
| 2002 | 2010 | 2012 |
| ---- | ---- | ---- |
| 359  | ↘341 | ↗371 |

Численность населения деревни, по данным Всероссийской переписи населения 2010 года, составляла 341 человек.

## Памятники архитектуры
- Никольская церковь на высоком (левом) берегу Лявли

Церковь была построена в 1589 году (в трудах различных исследователей Русского Севера эта дата колеблется в промежутке 1581—1590) и является древнейшим точно датированным шатровым памятником России. Возведён храм очень редким типом восьмерик от земли.
- Успенская церковь села Лявля

Построена в 1804 году на средства купца и судостроителя Андрея Харитонова, моложе Никольской церкви более чем на 200 лет. Церковь полностью отреставрирована.

## Достопримечательности
Музей коровы, где представлены работы местных лявлинских животноводов, которые пытаются возродить былую славу знаменитой холмогорской породы коров.

## Упоминания
Близость селян к национальной русской культуре вдохновила писателя-сказочника Степана Писахова помянуть Лявлю в одном из своих произведений.

## Фотогалерея

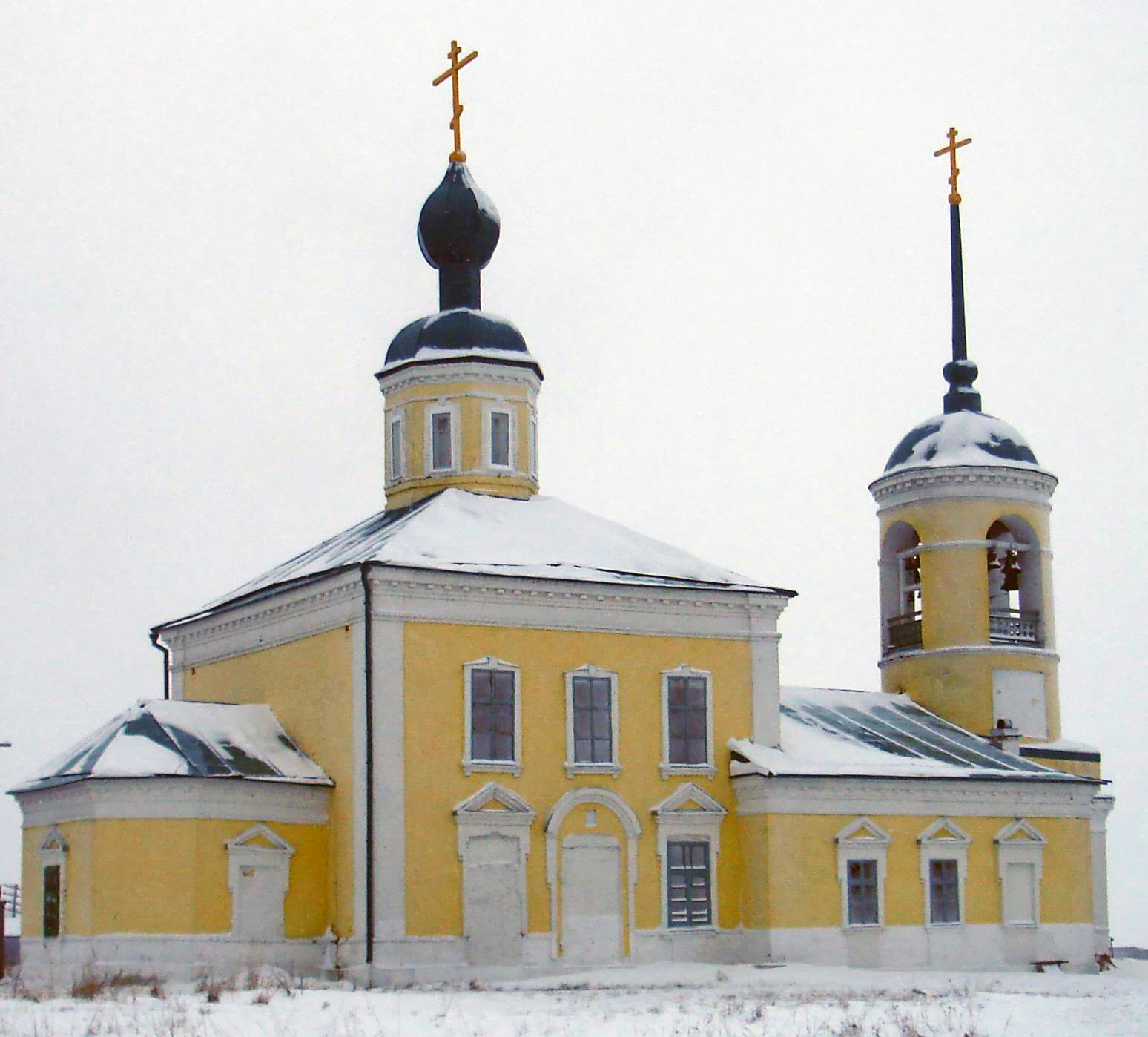
Успенская церковь
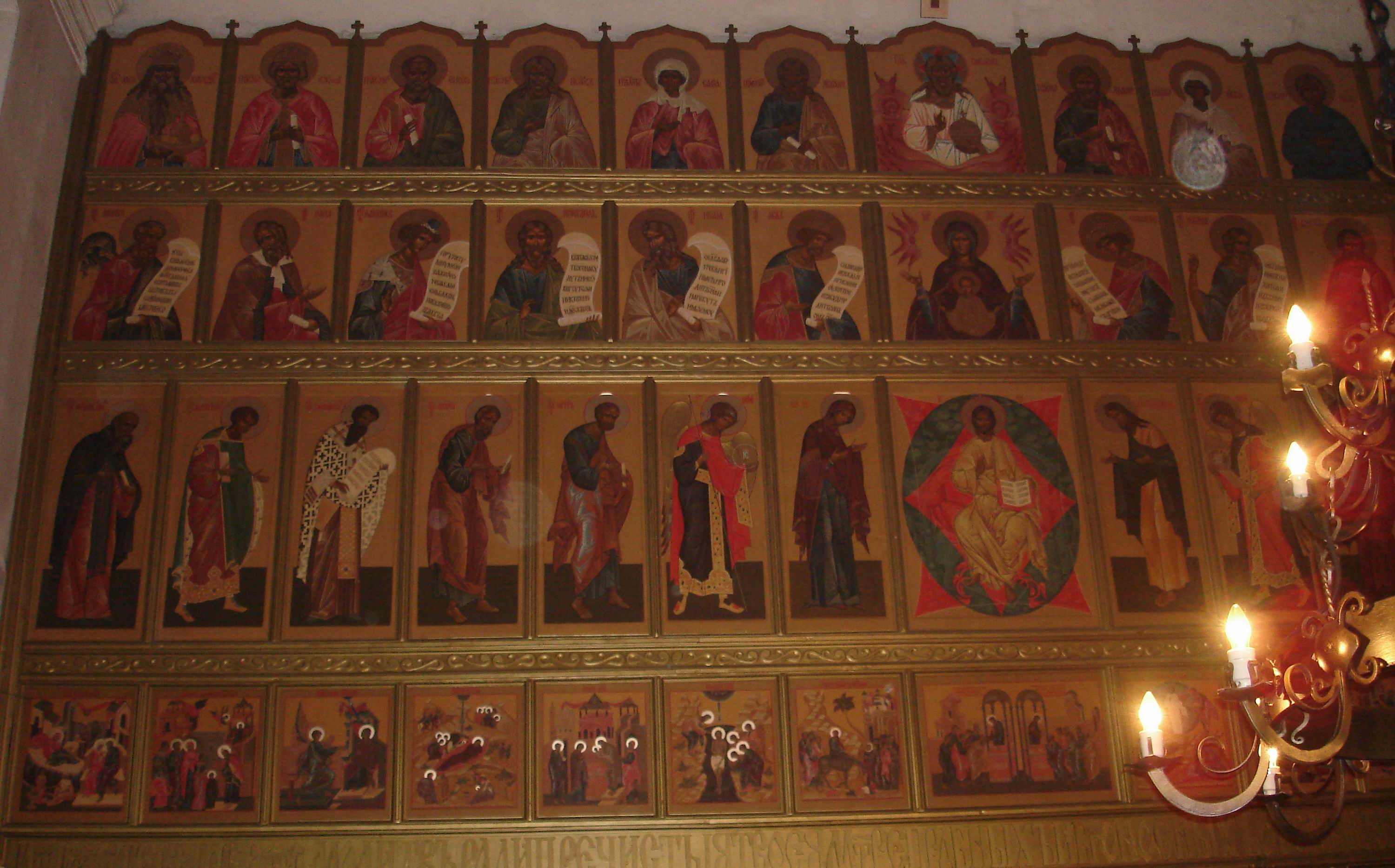
Иконостас Успенской церкви в посёлке Лявля
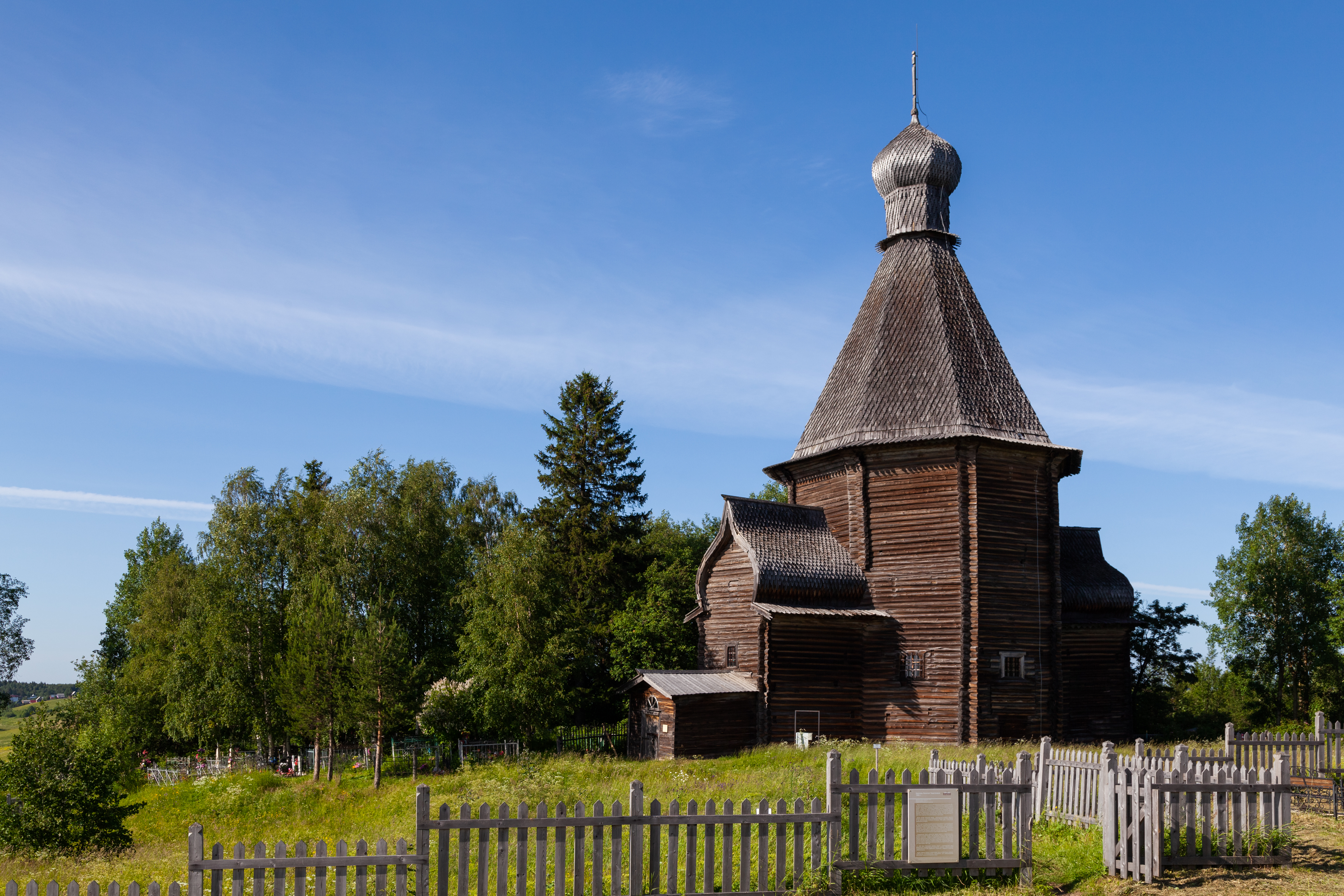
Никольская церковь в посёлке Лявля

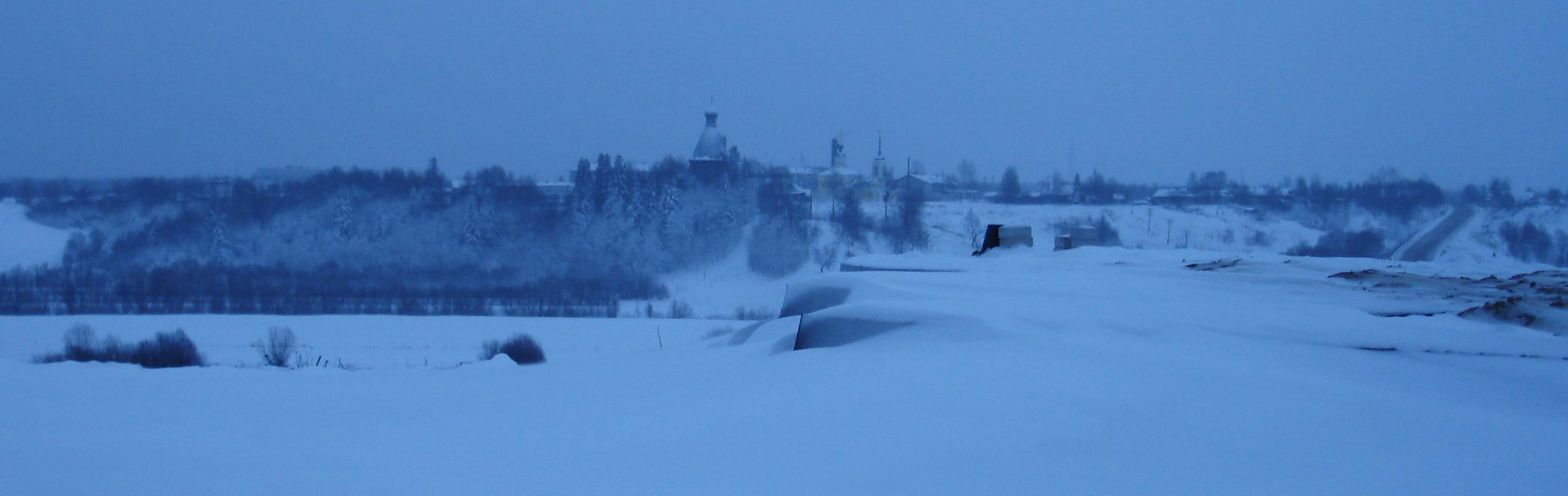
Панорама села с правого берега реки Лявли

### Карты
- Лявля (Хорьково). Публичная кадастровая карта. Архивировано из оригинала 5 марта 2016 года.